# ماري جاكوبس
ماري جاكوبس (بالإنجليزية: Mary Jacobus)‏ هي صحفية أمريكية، ولدت في 1956، وتوفيت في 20 فبراير 2009.